# Willem Kapteyn
Willem Kapteyn (ook geschreven als kapteijn) (Barneveld, 16 augustus 1849 – Utrecht, 6 december 1927) was een Nederlands wiskundige.

## Biografie
Willem Kapteyn was een van de zonen van Gerrit Jacobus Kapteyn (1812-1879) en diens echtgenote Elisabeth Cornelia Koomans (1814-1896). Zijn jongere broer Jacobus Cornelius Kapteyn was de bekende astronoom en hoogleraar te Groningen.
Willem genoot onderwijs op een privéschool in zijn geboorteplaats en rondde zijn universitaire toelatingsexamen af op 22 september 1865 te Leiden. Op 8 februari 1866 ging hij naar de Universiteit Utrecht waar hij aan een studie filosofische wetenschap begon. Op 14 juli 1872 promoveerde hij, onder begeleiding van Cornelius Hubertus Carolus Grinwis, in de natuurwetenschap en wiskunde met het proefschrift "Over de theorie der trillende platen, en haar verband met experimenten".
Aansluitend op zijn studie was hij docent aan de hogereburgerschool (HBS) in Middelburg. Op 14 december 1877 werd hij benoemd tot hoogleraar wiskunde aan de Utrechtse universiteit, die hij aanvaardde met een toespraak over "Den invloed van Augustin Louis Cauchy op de ontwikkeling der mathematische wetenschappen". Aan de universiteit doceerde hij 
analytische meetkunde, de beschrijvende meetkunde, de integraalrekening, de theorie der functies, de waarschijnlijkheidsrekening en hogere stelkunde. Ook hield hij zich bezig met mechanica en analyse. De Kapteyn-serie (reeks van Besselfuncties) is naar hem vernoemd (ze waren bij Lagrange al bekend bij diens studie van het Kepler-probleem). Tevens nam hij deel aan de organisatorische taken van de Universiteit van Utrecht en was 1900/01 rector magnificus van de Alma Mater. 
Kapteyn was een corresponderend lid van de Société royale des sciences in Luik en was op 2 mei 1894 lid van de Koninklijke Nederlandse Akademie van Wetenschappen. Tot zijn promovendi behoren onder anderen Marius van Haaften, Nicolaas Beeger en Albert Nijland. Op 10 juni 1918 beëindigde hij zijn hoogleraarschap en overleed negen jaar later.